# Robert Seyfert
Robert Seyfert ist ein deutscher Soziologe, der als Professor mit dem Schwerpunkt Soziologische Theorien an der Christian-Albrechts-Universität zu Kiel forscht und lehrt.
Seyfert studierte von 1999 bis 2005 Philosophie, Soziologie und Politikwissenschaft an der Technischen Universität Dresden sowie als Gaststudent (2002/03) an der The New School for Social Research in New York. 2005 legte er das Magister-Examen an der TU Dresden ab. Es folgte ein Promotionsstudium am Graduiertenkolleg der Universität Konstanz, das 2010 mit der Erlangung des Doktortitels beendet wurde. Von 2009 bis 2012 war Seyfert Wissenschaftlicher Mitarbeiter am Fachbereich Geschichte und Soziologie / Exzellenzcluster „Kulturelle Grundlagen von Integration“ an der Universität Konstanz und anschließend ebendort bis 2015 Leiter eines Forschungsprojekts zum Algorithmischen Börsenhandel. Von 2015 bis 2017 vertrat er für drei Semester die Professur von Andreas Reckwitz für Vergleichende Kultursoziologie an der Europa-Universität Viadrina in Frankfurt (Oder). Seit Sommersemester 2017 war er Akademischer Rat am Institut für Soziologie der Universität Duisburg-Essen, wo er 2019 habilitiert und zugleich zum Privatdozenten ernannt wurde. Seit April 2021 ist er W2-Professor an der Universität Kiel.
Seyferts Forschungsinteressen gelten neben der Soziologischen Theorie der Kultursoziologie, der Soziologie der Emotionen und Affekte, der Soziologie des Digitalen sowie Algorithmuskulturen, zu denen er aktuell drei Forschungsprojekte betreibt: Das Regieren der Algorithmen – Eine Soziologie algorithmischer Regierungskunst, Algorithmische Sozialität: Soziologische Erforschung des automatisierten und vernetzten Fahrens und Die Automatisierung der Finanzmärkte. Zu einer Soziologie des Algorithmischen Börsenhandels. Seit 2023 ist er Mitherausgeber der Ferdinand Tönnies Gesamtausgabe.

## Schriften (Auswahl)
- Herausgeber mit Heike Delitz und Julian Müller: Handbuch Theorien der Soziologie. Springer VS, Wiesbaden 2025.
- Beziehungsweisen. Elemente einer relationalen Soziologie. Velbrück Wissenschaft, Weilerswist 2019, ISBN 978-3-95832-189-2.
- Herausgeber mit Heike Delitz und Frithjof Nungesser: Soziologien des Lebens. Überschreitung – Differenzierung – Kritik. transcript, Bielefeld 2018, ISBN 978-3-8376-4558-3.
- Herausgeber mit Jonathan Roberge: Algorithmic cultures. Essays on meaning, performance and new technologies. Routledge, Taylor & Francis Group, London/New York 2016, ISBN 978-1-138-99842-1.
  - Algorithmuskulturen. Über die rechnerische Konstruktion der Wirklichkeit. transcript, Bielefeld 2017, ISBN 978-3-8376-3800-4
- Das Leben der Institutionen. Zu einer allgemeinen Theorie der Institutionalisierung. Velbrück Wissenschaft, Weilerswist 2011, ISBN 978-3-942393-21-8.